# Павловський Рафаіл Семенович
Рафаіл Семенович Павловський (18 вересня 1924, Бориспіль — 25 грудня 1989, Харків) — радянський офіцер, Герой Радянського Союзу, в роки радянсько-німецької війни командир батареї 134-го артилерійського полку 172-ї стрілецької дивізії 13-ї армії 1-го Українського фронту, старший лейтенант.

## Біографія
Народився 18 вересня 1924 року в місті Борисполі (нині Київської області). Єврей. Член КПРС з 1945 року.
Після закінчення восьмирічної школи навчався в артилерійській спецшколі, а потім був направлений в артилерійське училище, яке закінчив у лютому 1943 року.
У боях радянсько-німецької війни з квітня 1943 року. Воював за визволення Донбасу, Правобережної України, Польщі, Чехословаччини у складі військ 1-го Українського фронту.
27 січня 1945 року прикрив переправу передової роти через Одер у районі населеного пункту Ністіц (західний район Хобеня, Польща) і захопив разом з нею плацдарм на лівому березі річки. Три дні відбивав натиск гітлерівців на плацдармі, забезпечивши утримання його до підходу головних сил дивізії. Батарея знищила танк, три БТР, багато вогневих точок противника.
Указом Президії Верховної Ради СРСР від 10 квітня 1945 року за мужність і героїзм, проявлені при захопленні і утриманні плацдарму на Одері старшому лейтенанту Рафаілу Семеновичу Павловському присвоєно звання Героя Радянського Союзу з врученням ордена Леніна і медалі «Золота Зірка» (№ 8805).
В останніх боях війни, коли ішов бій на вулицях Праги, старший лейтенант Р. С. Павловський був важко поранений. Після лікування в госпіталі визнаний непридатним для служби в Армії.
У 1950 році закінчив Харківський юридичний інститут, потім аспірантуру. З 1953 року перебував на викладацькій роботі. У 1972 році призначений завідувачем кафедри адміністративного права Харківського юридичного інституту. Автор понад 120 наукових і науково-методичних робіт. Доктор юридичних наук, професор. Серед його учнів був Микола Тищенко та Віктор Колісник.
Жив у Харкові. Помер 25 грудня 1989 року. Похований на кладовищі № 2 у Харкові.

## Нагороди, пам'ять

Погруддя у Борисполі

Нагороджений орденами Леніна, Вітчизняної війни 1-го ступеня, Червоної Зірки, медалями. Лауреат Державної премії Української РСР (1981).
В місті Борисполі на Алеї Героїв встановлено погруддя Рафаіла Павловського.